# Хийт Леджър
Хийт Андрю Леджър (на английски: Heath Andrew Ledger) е австралийски филмов актьор. 

## Биография
Роден на 4 април 1979 г. в Пърт, Западна Австралия и починал на 22 януари 2008 г. в Ню Йорк, САЩ. Леджър има ирландски и шотландски произход. Живее в Западна Австралия до навършването на 16 години, след което напуска училище и се премества в Сидни с приятеля си Тревър Дикарло.

### Актьорска кариера
През 1999 г. Леджър започва снимките на холивудския филм „10 неща, които мразя у теб“, като в същото време има главна роля в австралийския филм „Две ръце“ с режисьор Грегор Джордан. Леджър изиграва запомнящи се роли в „Патриотът“ (2000), където партнира на Мел Гибсън, „Като рицарите“, „Бандата на Кели“, „Господарят на греха“ и „Братя Грим“.
Драматичният уестърн „Планината Броукбек“ (2005) се превръща във връх на кариерата му. За ролята си във филма на Анг Ли получава номинация за Оскар и Златен глобус за „Най-добър драматичен актьор“. Играе ролята на овчар от Уайоминг (Енис Дел Мар), който има любовна връзка с Джак Туист (Джейк Джиленхол), бъдещ родео състезател.
Един от последните филми, в които Хийт Леджър участва, е номинираният за Оскар „I'm Not There“. Там той е един сред няколкото актьори, пресъздаващи образа на певеца Боб Дилън.
Последният завършен филм с негово участие е „Черният рицар“ („The Dark Knight“) на режисьора Кристофър Нолан, продължението на „Батман в началото“. Леджър изиграва ролята на Жокера, която в първата лента е пресъздадена от Джак Никълсън. През ноември в интервю за „Ню Йорк таймс“, актьорът заявява, че ролята го е изтощила и не успява да спи повече от два часа на денонощие, защото не можел да спре да мисли за снимките. Тогава той споменава, че едно сънотворно хапче не му стига и е принуден да взема второ, за да поспи поне час, припомня „Блумбърг“.

### Личен живот
Леджър среща Наоми Уотс през 2002 г. по време на снимките на „Бандата на Кели“ и двамата имат романтична връзка, която приключва през април 2004 г. След това Леджър има връзка с актрисата Мишел Уилямс, която среща по време на снимките на „Планината Броукбек“. На 28 октомври 2005 г. се ражда дъщеря им Матилда Роуз. Джейк Джиленхол потвърждава, че е станал кръстник на Матилда. През септември 2007 г. двамата се разделят.

### Смърт
Хийт Леджър е намерен мъртъв в своя апартамент на 421 Broome Street в Ню Йорк на 22 януари 2008 г. в 15:26 часа местно време. В близост до тялото му са намерени сънотворни, отпускани с рецепта, както и опаковки от други препарати, които се продават свободно. Извършената аутопсия не изяснява причината за смъртта на 28-годишния актьор. В резултат на проведеното разследване официално е съобщено, че причина за смъртта е „остро отравяне, предизвикано от комбинирания ефект на шест различни лекарства“.
На погребалната служба в негова чест, проведена на 9 февруари 2008 г. в Пърт, присъстват близки роднини, филмови звезди и стотици опечалени. След церемонията Хийт Леджър е погребан в родния си град в тесен семеен кръг.

### Почитане
Холивудската легенда Мел Гибсън също отдава последна почит на Хийт Леджър. Носителят на Оскар, който играе заедно с Леджър във филма „Патриотът“, описва смъртта на 28-годишния актьор като „трагична“.
Бившата годеница на Хийт Леджър, Мишел Уилямс, замразява ангажиментите си за неопределено време поради скръбта си по бащата на дъщеричката си, съобщава сп. Пийпъл.
За последната си роля, във филма „Черният рицар“, Леджър печели поредица от награди, връчени му посмъртно, за изпълнението на Жокера, най-известни от които са Оскар, Златен глобус и BAFTA, всички за категорията „Най-добър поддържащ актьор“. Последната роля на актьора е във филма „Сделката на доктор Парнасъс“. След смъртта му ролята се довършва от Джони Деп, Джъд Лоу и Колин Фарел.

## Филмография

### Кино
| година | филм                        | оригинално заглавие                 | роля                  | бележки |
| ------ | --------------------------- | ----------------------------------- | --------------------- | --- |
| 1997   |                             | Blackrock                           | Тоби                  | |
| 1997   | Лапички                     | Paws                                | Оберон                | |
| 1999   | Две ръце                    | Two Hands                           | Джими                 | |
| 1999   | 10 неща, които мразя у теб  | 10 Things I Hate About You          | Патрик Верона         | |
| 2000   | Патриотът                   | The Patriot                         | Гейбриъл Мартин       | |
| 2001   | Балът на чудовището         | Monster's Ball                      | Сони Гротовски        | |
| 2001   | Като рицарите               | A Knight's Tale                     | сър Уилям / сър Улрих | |
| 2002   | Четирите пера               | The Four Feathers                   | Хари Фейвършам        | |
| 2003   | Господарят на греха         | The Order                           | Алекс Бърниър         | |
| 2003   | Бандата на Кели             | Ned Kelly                           | Нед Кели              | |
| 2005   | Казанова                    | Casanova                            | Джакомо Казанова      | |
| 2005   | Братя Грим                  | The Brothers Grimm                  | Якоб Грим             | |
| 2005   | Господарите на Догтаун      | Lords of Dogtown                    | Скип Енгблом          | |
| 2005   | Планината Броукбек          | Brokeback Mountain                  | Енис дел Мар          | - номинация – Оскар за най-добра мъжка роля. - номинация – Награда на БАФТА за най-добър актьор в главна роля. - номинация – Златен глобус за най-добър актьор в драматичен филм. - номинация – Сателит за най-добър актьор в драматичен филм.                    |
| 2006   | Кенди                       | Candy                               | Дан                   | |
| 2007   | Няма ме                     | I'm Not There                       | Роби Кларк            | |
| 2008   | Черният рицар               | The Dark Knight                     | Жокера                | - Оскар за най-добра поддържаща мъжка роля. - Награда на БАФТА за най-добър актьор в поддържаща роля. - Златен глобус за най-добър поддържащ актьор. - Сатурн за най-добър актьор в поддържаща роля. - номинация – Сателит за най-добър актьор в поддържаща роля. |
| 2010   | Сделката на доктор Парнасъс | The Imaginarium of Doctor Parnassus | Тони                  | |

### Телевизия
- Home and Away
- Roar
- Sweat